# Breguet G.111
Le Breguet G.111 est un hélicoptère expérimental français de 1951 construit par Breguet sous la direction de l'ingénieur René Dorand. Il s'agit de l'ultime développement des machines produites par cette société et faisant appel à la technique dite des rotors contrarotatifs. Il ne fut produit qu'à un seul exemplaire.

## Développement
Fin 1950, il fut décidé par Breguet de donner une suite aux essais du G.11 mais en le remotorisant. En effet, le moteur Potez type 9E d'origine posait des problèmes en matière de puissance et de fiabilité. Il fut décidé de le remplacer par un Pratt & Whitney américain plus puissant puisque développant 450 chevaux. Le R-985 Wasp Junior choisi était connu à l'époque puisque motorisant notamment les avions Beech 18 et Lockheed L-12 Electra Junior ou encore l'hélicoptère militaire Sikorsky H-5.
Le montage de celui-ci obligea Breguet à une modification en profondeur de la structure de l'appareil. L'empennage fut revu et corrigé, le train d'atterrissage renforcé, et la cabine allégée au maximum.
C'est dans cette configuration que l'appareil réalisa son vol inaugural le 25 juin 1951. Lors de celui-ci les deux rotors se percutèrent lors de la phase de passage du vol vertical au vol horizontal obligeant le pilote d'essai à poser l'appareil. Bien que reconstruit, il semble bien qu'il ne revola jamais.

## Préservation
En août 2008 le Breguet G.111 a rejoint le Hall des voilures tournantes du Musée de l'air et de l'espace où il est exposé aux côtés d'autres hélicoptères français et étrangers comme l'Alouette II, la Gazelle ou encore le Sikorsky S-58.

## Culture populaire
Il apparaît dans la seconde saison de l'animé Girls und Panzer.